# Химерное состояние
Химерное состояние в физике — одновременное наличие в системе когерентностей и некогерентностей. Ранее считалось, что колебания в системе могут быть либо когерентными, либо некогерентными, однако в 2000-е годы был обнаружен ряд моделей, в которых наряду с синхронизированными осцилляторами присутствуют несинхронизированные. Позднее было высказано предположение, что химерное состояние является переходным между когерентной и некогерентной системами и является естественным для определённых классов систем.